# Boteni (okręg Ardżesz)
Boteni – wieś w Rumunii, w okręgu Ardżesz, w gminie Boteni. W 2011 roku liczyła 1653 mieszkańców.